# Libertad (Antique)
Libertad is een gemeente in de Filipijnse provincie Antique op het eiland Panay. Bij de laatste census in 2007 had de gemeente bijna 15 duizend inwoners.

## Geografie

### Topografie
De gemeente Libertad ligt hemelsbreed ongeveer 110 kilometer ten noorden van de hoofdstad van Antique, San Jose, en is daarmee, samen met Pandan, de noordelijkste gemeente van de provincie Antique. Libertad wordt begrensd door de gemeente Pandan in het oosten en de gemeenten Buruanga, Nabas en Malay (provincie Aklan) in het noorden. In het zuiden grenst de gemeente aan de Pandan Baai.

### Bestuurlijke indeling
Libertad is onderverdeeld in de volgende 19 barangays:
| - Barusbus - Bulanao - Centro Este - Centro Weste - Cubay - Codiong - Igcagay - Inyawan - Lindero - Maramig | - Pucio - Pajo - Panangkilon - Paz - San Roque - Tinigbas - Tinindugan - Taboc - Union |

## Demografie
Libertad had bij de census van 2007 een inwoneraantal van 14.653 mensen. Dit zijn 1.698 mensen (13,1%) meer dan bij de vorige census van 2000. De gemiddelde jaarlijkse groei komt daarmee uit op 1,71%, hetgeen lager is dan het landelijk jaarlijks gemiddelde over deze periode (2,04%).

## Fauna
De fauna in de gemeente Libertad is bijzonder divers. Er zijn bijvoorbeeld 66 soorten vogels te vinden en 20 soorten zoogdieren. Een aantal bijzondere endemische vogelsoorten die in de bossen van de gemeente leven zijn de Panay-neushoornvogel, de Negrosdolksteekduif en de Negrosjunglevliegenvanger.